# ATP Challenger Río de la Plata
Der ATP Challenger Río de la Plata (offiziell: Río de la Plata Challenger) war ein Tennisturnier, das 1981 einmal in Buenos Aires, Argentinien, stattfand und nach der Flussmündung, dem Río de la Plata, benannt wurde. Es gehörte zur ATP Challenger Tour und wurde im Freien auf Sand gespielt.

## Liste der Sieger

### Einzel
| Jahr | Sieger     | Finalgegner            | Ergebnis |
| ---- | ---------- | ---------------------- | -------- |
| 1981 | Eric Fromm | Fernando Dalla Fontana | 6:2, 6:1 |

### Doppel
| Jahr | Sieger                          | Finalgegner                  | Ergebnis      |
| ---- | ------------------------------- | ---------------------------- | ------------- |
| 1981 | Roberto Carruthers Carlos Lando | Charles Strode Morris Strode | 0:6, 6:1, 6:3 |